# راوکا (استان اشوی‌داشکسیه)
راوکا (به لهستانی: Rawka) یک منطقهٔ مسکونی در لهستان است که در گمینا سووپیا (شهرستان یندژیوف) واقع شده‌است. راوکا ۱۸۰ نفر جمعیت دارد.